# Līga Glāzere-Spalvina
Līga Glāzere (* 20. Dezember 1986 in Vecpiebalga, Bezirk Cēsis) ist eine lettische Biathletin.

## Leben
Līga Glāzere lebt und trainiert in Vecpiebalga. Sie gehört seit 2006 dem lettischen Nationalkader an. 2005 trat sie in Kontiolahti, 2006 in Presque Isle und 2007 in Martell bei Junioren-Weltmeisterschaften an. Ihr bestes Ergebnis war im Jahr 2006 der 20. Platz im Einzel. Ihre erste Junioren-Europameisterschaften lief sie 2006 in Langdorf, das zweite Mal im folgenden Jahr in Bansko. In Bansko wurde sie 19. im Einzel sowie 20. in Sprint und Verfolgung. Ihre erste Teilnahme an Weltmeisterschaften war im selben Jahr in Antholz. Ihr bestes Ergebnis war Platz 79 im Sprint.
Nach mehreren Einsätzen im Biathlon-Europacup startet Glāzere 2006 in Östersund erstmals im Biathlon-Weltcup (91. im Sprint). Bestes Ergebnis in einem Einzelrennen war bislang ein 57. Platz im Sprint von Chanty-Mansijsk in der Saison 2006/07. Bessere Ergebnisse schaffte sie mit der Staffel, darunter ein zehnter Rang in Oberhof 2007/08. Līga Glāzere nahm an den Olympischen Winterspielen 2010 teil. Ihr bestes Resultat war der 69. Platz im Sprint. Mit der Staffel belegte sie Rang 19.

## Biathlon-Weltcup-Platzierungen
Die Tabelle zeigt alle Platzierungen (je nach Austragungsjahr einschließlich Olympische Spiele und Weltmeisterschaften).
- 1.–3. Platz: Anzahl der Podiumsplatzierungen
- Top 10: Anzahl der Platzierungen unter den ersten zehn (einschließlich Podium)
- Punkteränge: Anzahl der Platzierungen innerhalb der Punkteränge (einschließlich Podium und Top 10)
- Starts: Anzahl gelaufener Rennen in der jeweiligen Disziplin

| Platzierung                      | Einzel | Sprint | Verfolgung | Massenstart | Staffel | Gesamt |
| -------------------------------- | ------ | ------ | ---------- | ----------- | ------- | ------ |
| 1. Platz                         |        |        |            |             |         |        |
| 2. Platz                         |        |        |            |             |         |        |
| 3. Platz                         |        |        |            |             |         |        |
| Top 10                           |        |        |            |             | 1       | 1      |
| Punkteränge                      |        |        |            |             | 13      | 13     |
| Starts                           | 12     | 25     | 1          |             | 13      | 51     |
| Stand: nach der Saison 2009/2010 |        |        |            |             |         |        |